# Иван Ваклев
Иван Ваклев (19 век) е български хайдутин от четата на Румена войвода. Роден в Каменичка Скакавица.